# Donacia fennica
Donacia fennica es una especie de insecto coleóptero de la familia Chrysomelidae.
Fue descrita científicamente en 1800 por Paykull.